# Amata tripunctata
Amata tripunctata är en fjärilsart som beskrevs av George Thomas Bethune-Baker 1911. Amata tripunctata ingår i släktet Amata och familjen björnspinnare. Inga underarter finns listade i Catalogue of Life.